# 전쟁 소설
전쟁소설(戰爭小說)은 전쟁을 다룬 소설이다. 주요 행동이 전쟁터나 민간인 환경에서 일어나는 소설로, 등장인물은 전쟁에 대한 준비, 전쟁의 영향, 전쟁에서 회복하는 데 몰두한다. 많은 전쟁 소설은 역사 소설이다.

## 기원

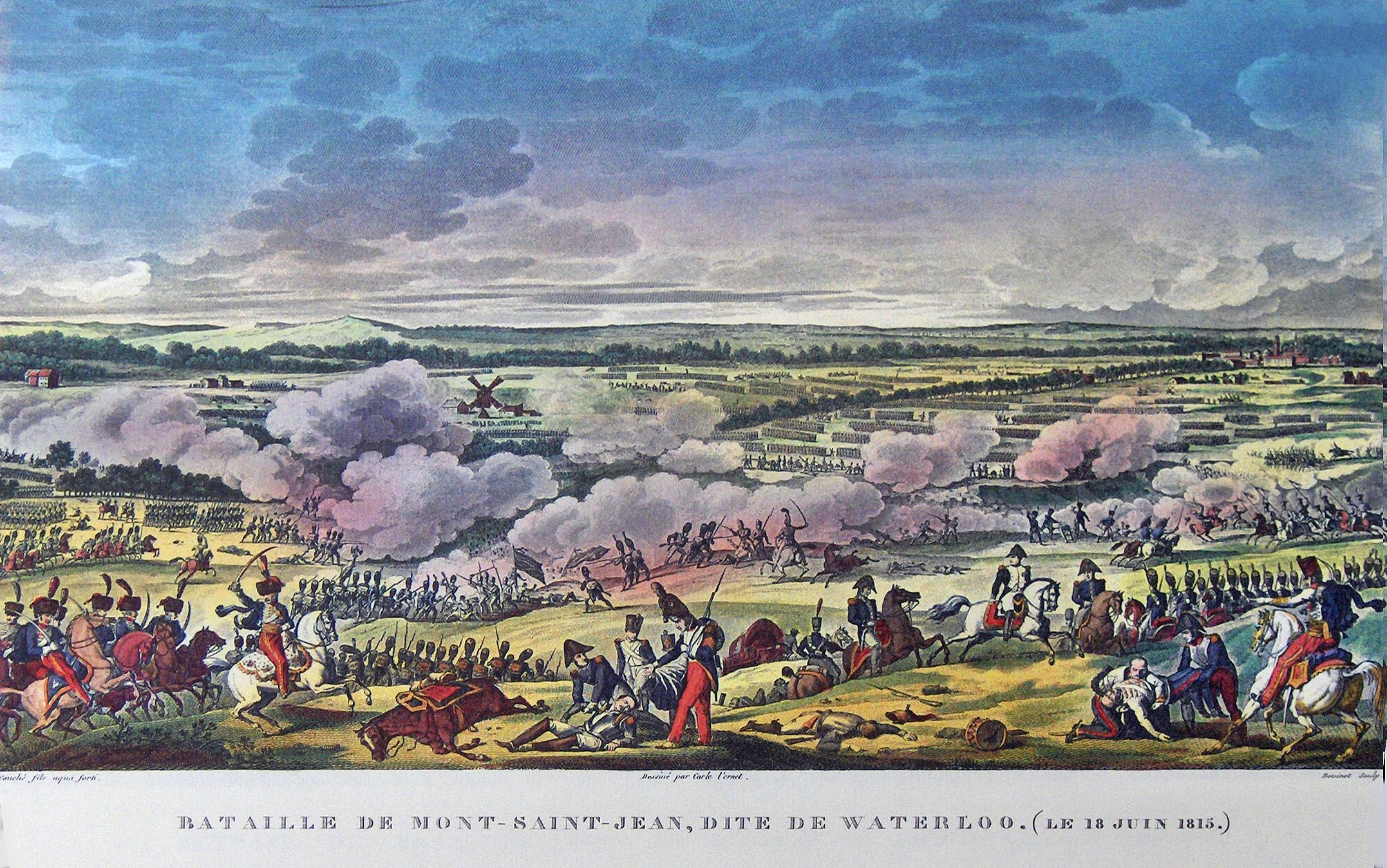
워털루 전투 1815년.

전쟁 소설의 기원은 특히 호메로스의 일리아스, 베르길리우스의 아이네이스, 사가 (문학) (고대 영어 베오울프 등)와 같이 서양고전 및 중세 시대의 서사시에서 비롯된다. 이 서사시는 모두 다양한 사회 간 갈등의 역사나 신화를 보존하는 동시에 사람들의 집단적 기억을 강화할 수 있는 접근 가능한 이야기를 제공하는 데 관심이 있었다. 전쟁 소설에 대한 다른 중요한 영향으로는 에우리피데스, 루키우스 안나이우스 세네카, 크리스토퍼 말로, 윌리엄 셰익스피어와 같은 극작가의 비극이 있다. 에우리피데스의 트로이아 여인들은 전쟁의 참상을 주제로 한 강력하고 충격적인 연극으로 명백히 아테네 제국주의를 비판하고 있다. 백년전쟁 중 아쟁쿠르 전투(1415) 직전과 직후의 사건에 초점을 맞춘 셰익스피어의 헨리 5세는 전쟁의 역사와 전술, 윤리가 어떻게 본질적으로 허구적인 틀 속에서 결합될 수 있는지에 대한 모델을 제공한다. 에드먼드 스펜서의 서사시 요정여왕과 미겔 데 세르반테스의 소설 돈 키호테와 같은 근대 초기 유럽의 로맨스와 풍자에는 나중에 전쟁 소설의 발전에 영향을 준 요소가 포함되어 있다. 이미지와 상징 측면에서 많은 현대 전쟁 소설(특히 반전 관점을 옹호하는 소설)은 단테의 지옥 묘사, 존 밀턴의 실낙원 천국의 전쟁 설명, 그리고 성경의 요한계시록이라는 묵시록의 영향을 받았다. 전쟁 소설의 주목할만한 비서구적 사례는 나관중의 삼국지연의이다.
17세기에 소설의 사실적 형태가 부각되면서 전쟁소설도 현대적인 형태로 발전하기 시작했다. 그러나 전쟁을 다룬 대부분의 소설은 사실적인 전쟁의 초상이라기보다는 악인 풍자에 그쳤다. 그러한 작품 중 하나의 예로는 30년 전쟁에 대한 반자전적 설명인 한스 그리멜스하우젠의 바보 이야기가 있다.

## 6.25 전쟁
제2차 세계대전 직후에는 6.25 전쟁(1950~1953)이 일어났다. 미국 소설가 리처드 후커의 <MASH: 세 명의 육군 의사에 관한 소설>(MASH: A Novel About Three Army Doctors)은 전쟁 당시 한국을 배경으로 한 블랙코미디이다. 이 작품은 영화와 성공적인 TV 시리즈로 만들어졌다. 피나키 로이(Pinaki Roy)는 2013년 "세계가 차가워졌다: 한국 전쟁 문학에 대한 간략한 평가"(A World Turned Colder: A Very Brief Assessment of Korean War Literature)에서 전쟁에 관해 출판된 다양한 출판물, 주로 소설에 대한 비판적 개요를 제공하려고 시도했다.

## 같이 보기
- 서사시
- 선박물
- 시대극
- 군담소설
- 분류:전쟁 소설